# Bellator xenisma
Bellator xenisma is een  straalvinnige vissensoort uit de familie van ponen (Triglidae). De wetenschappelijke naam van de soort is voor het eerst geldig gepubliceerd in 1890 door Jordan & Bollman. De soort werd aangetroffen in de Stille Oceaan voor de kust van Colombia.
De soort staat op de Rode Lijst van de IUCN als niet bedreigd, beoordelingsjaar 2007.